# البرعوط (الحيمة الخارجية)

تعديل مصدري - تعديل

البرعوط هي إحدى قرى عزلة الصوفة بمديرية الحيمة الخارجية التابعة لمحافظة صنعاء، بلغ تعداد سكانها 137 نسمة حسب تعداد اليمن لعام 2004.